# Сосанг
Сосанг (лао. санг — слон) — седьмая буква лаосского алфавита, обозначает глухой альвеолярный спирант. В слоге может быть только инициалью, относится к согласным аксонтам (нижний класс) и может образовать слоги, произносимые 2-м, 3-м, 4-м и 6-м тоном.
Сосанг объединяет в себе две буквы тайского алфавита: чочанг (ช) и сосо (ซ). В шанском алфавите проецируется на букву сасэнг — .

## Ваййакон (грамматика)
- Си — вспомогательный глагол, выражает буд.вр. с оттенком намерения сделать что-либо.
- Сут — лаксананам для наборов, комплектов: костюмов, гарнитуров и т. п.